# Japtihosahalli, Sidlaghatta
Japtihosahalli là một làng thuộc tehsil Sidlaghatta, huyện Chikkaballapur, bang Karnataka, Ấn Độ.